# アイザック・ロー
アイザック・ロー（英: Isaac Low、1735年4月13日 - 1791年7月25日）は、ニュージャージー植民地出身で、ニューヨーク市の商人、政治家である。

## 伝記
ローは、フレンチ・インディアン戦争のときにニューヨーク植民地の収税官を務めた後、1760年に勢力のあるスカイラー家の血を引くマルガリータ・カイラーと結婚した。マルガリータの父と兄弟はオールバニの市長を務めた。ロー夫妻の息子アイザックはイギリス軍の兵站総監になった。ローはニューヨーク市で著名な商人かつ大きな不動産の所有者になった。
ローは代表なき課税に反対する活動的発言者であり、1765年にはニューヨーク市の通信委員会委員長になった。1774年にはニューヨーク市の60人委員会委員長になった。ローは1774年の第一次大陸会議ではニューヨーク植民地の代表に指名され、翌年にはニューヨーク植民地会議議員になった。この年、ニューヨーク商工会議所を設立し、初代会頭になった。
ローはイギリス王室に武器を取って反抗することには反対し、1776年にアメリカ独立宣言が発せられた後は独立推進派と袂を分かち、ニュージャージーに戻ったが、そこではニュージャージー議会によって反逆の嫌疑で投獄された。最終的にジョージ・ワシントンが調停して釈放されたが、ニューヨーク市を占領していたイギリス軍に協力することとなり、1779年にニューヨーク邦議会が私権剥奪動議を成立させた後にその資産は没収された。ローはその4年後にイギリスに移住し、1791年にワイト島で死んだ。家族の伝承ではその妻もイギリスでローに合流したことになっているが、遺言検認記録では1802年にオールバニで死んだことになっている。駐フランス全権大使を務めたガバヌーア・モリスの1794年から1798年の日記に拠れば、ロンドンにいた1795年と1796年に何度もロー夫人を目撃したとされている。